# Schwannoma vestibolare
Lo schwannoma vestibolare è un tumore intracranico benigno che origina dalle cellule di Schwann del nervo vestibolococleare. È noto anche come neurinoma dell'acustico, incorrettamente, in quanto si tratta di una neoplasia che coinvolge la porzione vestibolare dell'ottavo nervo cranico (appunto il nervo vestibolococleare o statoacustico); in particolare, deriva da una trasformazione neoplastica delle locali cellule di Schwann (donde il termine schwannoma), cioè speciali cellule gliali che producono la guaina mielinica del sistema nervoso periferico.

## Epidemiologia
Benché l'incidenza della forma conclamata sia di circa 1 soggetto ogni 100 000, si ritiene che il neurinoma dell'acustico sia presente in circa l'1% della popolazione. In molti di questi soggetti non assume un significato patologico, in virtù della lenta o assente progressione e dell'assenza di sintomatologia delle forme intrameatali o extrameatali localizzate. È la forma neoplastica più frequente dell'angolo pontocerebellare.

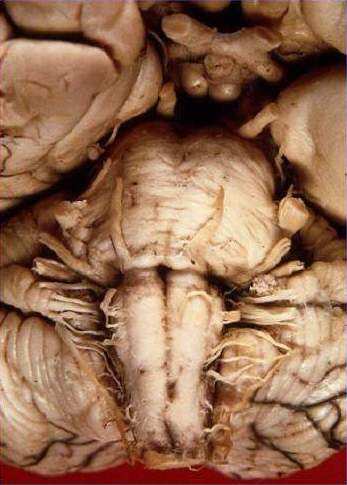
Encefalo, veduta infero-anteriore. In alto si apprezza il chiasma ottico, in basso il ponte e il bulbo. Ai lati del ponte è visibile la superficie anteriore degli emisferi cerebellari. Lo spazio compreso tra il ponte e il cervelletto è definito angolo ponto-cerebellare.

## Anatomia
Il nervo vestibolococleare passa attraverso il condotto uditivo interno insieme al nervo facciale. Il condotto uditivo interno termina in un orifizio a livello della superficie posteriore della piramide dell'osso temporale. Il nervo vestibolococleare e il nervo faciale, uscendo dal meato acustico interno, si presentano nell'angolo pontocerebellare, una regione della fossa cranica posteriore delimitata lateralmente dalla superficie posteriore della rocca petrosa e medialmente dal tronco cerebrale e dalla superficie antero-inferiore del cervelletto. L'angolo ponto-cerebellare è occupato dalla cisterna magna, uno spazio sub-aracnoideo occupato da liquido cefalorachidiano e traversato dal nervo trigemino, dal nervo abducente, dal nervo faciale, dallo stesso nervo vestibolococleare, dal nervo glossofaringeo, dal nervo vago, dal nervo accessorio e dal nervo ipoglosso.

## Anatomia patologica
Il neurinoma dell'acustico è una neoplasia benigna che origina dalle cellule di Schwann (schwannoma) che rivestono gli assoni del nervo vestibolare e più raramente del nervo acustico o del nervo faciale. Ha un aspetto multilovulato, di colorito bianco-giallastro; l'esame istologico mette in evidenza cellule fusiformi (tipo A di Antoni) o cellule globose circondate da tessuto connettivo lasso (tipo B di Antoni). La neoplasia si sviluppa dalla porzione intrameatale del nervo presentandosi solo successivamente al di là del meato acustico interno per poi svilupparsi nell'angolo ponto-cerebellare. La neoplasia ha una scarsa tendenza all'accrescimento e spesso rimane stabile; tuttavia, in alcuni soggetti è possibile constatare una crescita annua di 1–2 mm annuali o superiore. La dimensione e i rapporti con gli organi del angolo ponto-cerebellare correlano con la Classificazione di Koos, una classificazione in 4 gradi:
- Grado I: la neoplasia è all'interno del meato acustico interno.
- Grado II: la neoplasia protrude dal meato acustico interno e si presenta nell'angolo ponto-cerebellare senza prendere contatto con le strutture vicine.
- Grado III: la neoplasia entra in contatto con il tronco encefalico o il cervelletto ma non li comprime.
- Grado IV: la neoplasia determina un'evidente compressione delle strutture nervose che risiedono nella fossa cranica posteriore.

## Profilo clinico
In relazione con il profilo anatomo-patologico e con il grado di compromissione delle strutture nervose proprie dell'orecchio interno o dell'angolo ponto-cerebellare è possibile distinguere:
- Fase otolitica: corrisponde alla manifestazione clinica della localizzazione intrameatale. È caratterizzata da ipoacusia unilaterale, acufeni e vertigine soggettiva.
- Fase otoneurologica: questa fase coincide con le manifestazioni cliniche della compressione delle strutture nervose dell'angolo ponto-cerebellare e del tronco cerebrale. Caratterizzate soprattutto da ipoacusia unilaterale grave, vertigine soggettiva, acufeni e ipoestesia trigeminale.
- Fase neurologica: dovuta alla presenza di compressione cerebellare o bulbo-pontina. I sintomi e i segni clinici variano in base all'entità della compressione e alle zone nervose colpite, fino ad una vera e propria sindrome da ipertensione endocranica.

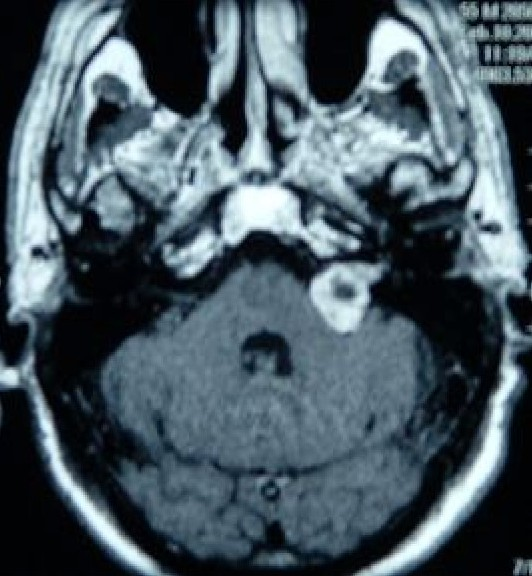
Immagine di risonanza magnetica dopo somministrazione di mezzo di contrasto paramagnetico, sezione trasversale. Neurinoma dell'acustico di IV grado. Si evidenzia una neoformazione nell'angolo ponto-cerebellare di destra che comprime la superficie anteriore dell'emisfero cerebellare destro.

## Profilo diagnostico
Il neurinoma dell'acustico deve essere sempre sospettato ogni qualvolta si manifesti un'ipoacusia neurosensoriale unilaterale, sia ingravescente sia improvvisa. Si deve procedere con:
1. Audiometria tonale liminare: è in grado di identificare il tipo e l'entità del deficit uditivo ed è quindi l'esame in grado di orientare ulteriori procedimenti diagnostici. Le curve audiometriche dimostrano ipoacusia neurosensoriale unilaterale con deficit pantonale o in discesa. Va tuttavia chiarito che i deficit uditivi possono essere anche assenti.
2. Auditory brainstem responses: è la metodica più comune per la registrazione dei potenziali evocati uditivi. È in grado di discriminare tra deficit cocleari o retrococleari. Tuttavia questa metodica deve essere utilizzata soltanto in caso di soglia audiometrica migliore di 60 dB a 2 000–4 000 Hz, altrimenti perde in sensibilità.

1. Risonanza magnetica nucleare con mezzo di contrasto paramagnetico o TC con mezzo di contrasto iodato: sono metodiche in grado di identificare la sede e la dimensione della neoplasia. Sono necessarie al fine di programmare un possibile intervento terapeutico. Il neurinoma si differenzia dalle neoplasie maligne ponto-cerebellari per omogeneità di presa di contrasto paramagnetico e per la caratteristica forma a clessidra, con una porzione intrameatale e una extrameatale.

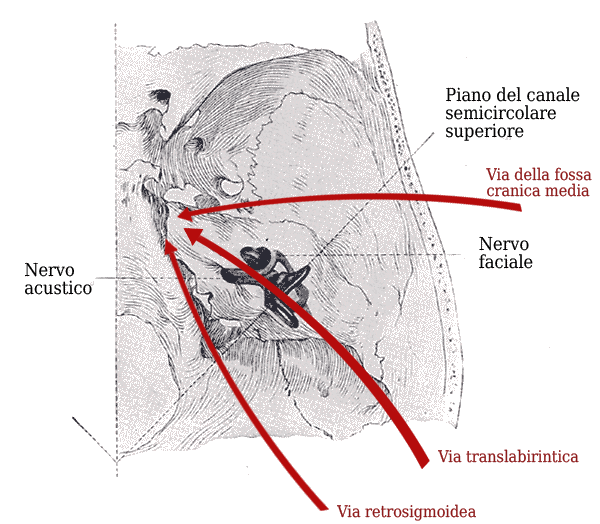
Approcci chirurgici per l'exeresi del neurinoma dell'acustico. Sono rappresentate le tre vie di elezione. Vedi testo per la spiegazione.

## Terapia
L'astensione dalla terapia chirurgica deve essere sempre presa in considerazione nei soggetti anziani o asintomaci con neoplasie di piccole dimensioni, di grado I o II. In questi casi si rende necessario un controllo periodico con risonanza magnetica al fine di evidenziare la possibile progressione neoplastica. Nei casi in cui si renda necessaria l'exeresi chirurgica, l'approccio all'angolo ponto-cerebellare può seguire tre distinte vie principali:
1. Via della fossa cranica media: viene medializzato il lobo temporale dopo craniotomia a livello della squama del temporale. Il condotto uditivo viene dunque aperto dall'alto. Questa via viene utilizzata solo ed esclusivamente nelle neoplasie di piccola dimensione (I e II) e consente il mantenimento della funzione uditiva.
2. Via translabirintica: attraverso mastoidectomia e labirintectomia viene raggiunto l'angolo ponto-cerebellare. Al fine di arrivare al condotto uditivo interno attraverso la via d'accesso mastoidea, deve essere demolito il blocco labirintico, con conseguente perdita della funzione uditiva. Questa via viene utilizzata nei gravi casi di compromissione nervosa in cui la via retrosigmoidea non consenta l'esposizione di tutta la massa neoplastica.
3. Via retrosigmoidea: (o suboccipitale) viene medializzato l'emisfero cerebellare in seguito a craniotomia occipitale. Viene così esposto l'angolo ponto-cerebellare, al fine di eliminare la porzione extrameatale della neoplasia. La porzione intrameatale viene eliminata dopo fresatura della parete posteriore della rocca petrosa e conseguente esposizione del condotto uditivo interno. Questa via consente di risparmiare la funzione uditiva.

Secondo Alfieri il nervo intermedio di Wrisberg rappresenta un importante repere intraoperatorio con conseguenti migliori risultati utilizzando la via microchirugica retromastoidea.
La funzione uditiva viene preservata nel 30-50% dei casi nei neurinomi di primo grado e occasionalmente in quelli di secondo grado. Negli stadi più avanzati la funzione uditiva non può essere conservata. Grazie al monitoraggio intraoperatorio è possibile preservare la funzione del nervo facciale in circa il 50-100% dei casi.
La radioterapia stereotassica a una seduta o a sedute ripetute può essere utilizzata a scopo contenitivo e viene utilizzata soprattutto per evitare la progressione delle lesioni di modesta dimensione.